# Наша кола
Наша кола (словен. Naš avto) је југословенски филм први пут приказан 12. децембра 1962. године. Режирао га је Франтишек Чап који је написао и сценарио.

## Улоге
| Глумац           | Улога                       |
| ---------------- | --------------------------- |
| Руса Бојц        | Г. Врабец                   |
| Метка Бучар      | Бака                        |
| Јанез Чук        | Пици                        |
| Милан Срдоч      | Врабец                      |
| Душан Стефановић | Деда                        |
| Соња Крајшек     | Маца                        |
| Олга Беђанич     | Јелка                       |
| Душан Пух        | Карли                       |
| Јанез Албрехт    | Конобар Фране               |
| Славко Белак     | Поштар                      |
| Стефка Дролц     | Лучкина мајка               |
| Луче Флорентини  |                             |
| Мања Голец       | Фризерка                    |
| Јулиј Густин     | Голи човек                  |
| Тине Гузељ       |                             |
| Јудита Хан       | Супруга власника аутомобила |
| Марјан Хластец   | Човек из бензинске пумпе    |
| Јанко Хочевар    | Младожења                   |
| Нора Јанковић    | Комшиница                   |
| Јанез Јерман     | Власник аута                |
| Ника Јуван       | Франетова жена              |

Остале улоге  ▼
| Глумац           | Улога          |
| ---------------- | -------------- |
| Мила Качић       | Бриде          |
| Елвира Краљ      | Учитељица      |
| Андреј Курент    |                |
| Јоже Лавренчић   | Кондуктер      |
| Златко Мадунић   | Фризер         |
| Милан Макуц      |                |
| Антон Марти      |                |
| Михела Новак     | Комшиница      |
| Невенка Седлар   | Лучка          |
| Марија Семе      |                |
| Јанез Шкоф       | Лучкин отац    |
| Аленка Светел    | Комшиница      |
| Марко Тиран      |                |
| Данило Турк      |                |
| Александер Валич |                |
| Радомир Верговић |                |
| Антун Врдољак    | Новинар        |
| Франц Железник   |                |
| Ива Зупанчич     | Љута комшиница |